# 東京学芸大学附属高等学校
東京学芸大学附属高等学校（とうきょうがくげいだいがくふぞくこうとうがっこう、英: Tokyo Gakugei University Senior High School）は、東京都世田谷区下馬に所在する国立高等学校。
略称は「学附」であるが、関係者の間では「附高」と呼ばれる。

## 概要
1954年に「東京学芸大学教育学部附属高等学校」として開校。
外部から志望する受験生には首都圏の国立高校で唯一学区制限がない。帰国子女を15名程度受け入れている。男女同数を原則としている。
年に3回・計8週間、東京学芸大学の教育実習を受け入れている。
1975年にタイ王国からの留学生の受け入れ、翌1976年に帰国子女の受け入れを開始した。
1995年よりコンピュータ教育を開始している。
2012年度より文部科学省からスーパーサイエンスハイスクール (SSH)、2014年度よりSGHアソシエイトに選定されている。

## 沿革
- 1954年（昭和29年）
  - 4月 - 東京学芸大学附属高等学校が開校。（生徒数 208名（男女ほぼ同数））
  - 5月29日 - 開校式を挙行。
    - 本部を世田谷区下馬に置き、校舎は竹早校舎（文京区竹早）と世田谷校舎（世田谷区深沢）の2校舎制とする。各校舎2学級とする。
- 1955年（昭和30年）- 制服・制帽を制定。
- 1958年（昭和33年）- 校旗・校歌を制定。
- 1960年（昭和35年）- 東京学芸大学の建物を利用し、下馬校舎を設置。
- 1961年（昭和36年）- 大学の移転に伴い、竹早校舎と世田谷校舎を廃止し、下馬校舎に統合。1学年6学級とする。
- 1967年（昭和42年）- プールが完成。学級数が現在の1学年8学級になる。
- 1969年（昭和44年）- 10月13日に一部生徒が、管理的教育方針の是正、反戦映画上映許可等を求めて校舎をバリケード封鎖[4]。これに対し学校側は、機動隊導入・首謀生徒の退学処分など強硬手段で紛争を収束させた。男子の制帽は自由化。
- 1975年（昭和50年）- タイ国留学生の受け入れを開始。（以降、毎年、数人が共に日本語で学習）
- 1976年（昭和51年）- 海外在学経験者（定員15名）を特別枠で受け入れ開始。
- 1978年（昭和53年）- 大体育館が完成。
- 1979年（昭和54年）- 図書館が開館。
- 1981年（昭和56年）- 別館が完成。
- 1985年（昭和60年）- 西館が完成。
- 1995年（平成7年） - マルチメディア学校教育利用実験開始
- 2004年（平成16年）4月 - 組織改編。大学が国立大学法人化される。校名から教育学部が除かれ、「東京学芸大学附属高等学校」（現校名）に改称。
- 2012年（平成24年）- スーパーサイエンスハイスクールに認定される。それに伴い、校内の合併教室を改修し、In-cafe を設置。
- 2015年（平成27年）- スーパーグローバルハイスクールアソシエイト校に認定される。それをきっかけに[要出典]、In-cafe 内にグローバルカフェが設立される。
- 2023年（令和5年）- 工学院大学と教育連携に関する協定を締結[5]。

## 教育課程
- 授業の内容は学習指導要領に沿ってはいるが、多くの教科では教科書の水準を質量共に上回る発展的な授業を展開する[要出典]。
- 「探求授業」が特色で、地理や地学ではフィールドワークが行われ、レポートの課題がしばしば出題される。受験知識を詰め込むより、大学生を先取りしたように自ら探求する姿勢が生徒に求められている。
- 1995年に、校内組織「教育工学委員会」が独自のネットワークをAppleのMacintoshにより手作りで構築し[6]、これが情報教育の先駆けとなる。
- 1999年[3][6]に科目「情報」を第1学年の必修科目として導入したが、これは2003年導入の科目「情報」を先駆けたものとなっている[7][8][9]。
- 古くから国際化への取り組みに積極的であり、2014年にSGHアソシエイトに選定された。SGHAの活動として、日中ティーンエイジアンバサダーやチュラポーン高校（タイ王国）との交流事業、生徒主体の校内団体であるIn-cafeやglobal-cafeでイベントを展開し、異文化交流を通じて生徒たちに新たな学びの場を提供している。
- 2012年にSSHに選定され、SSHの活動として、ICT等を利用した授業などを展開し、希望する生徒の探究心をサポートする体制となっている。
- 文理の教科選択は3年次からであり、2年次までは文理を問わず地歴公民科や理科を幅広く履修する。
- 3年次でも、（理系志望者が文系科目を履修する）等、文系理系の枠にとらわれない教科目選択を行うこともできる。

## 課業

### 編成
- 1クラス概ね40名程度の編成で、A組からH組までの8クラス×3学年の24クラスで推移している。
- 1クラスには前述した3つの附属中学校からの内部進学者と外部進学者、さらには帰国子女（一学年に15名程度）とタイからの留学生（一学年に2名程度）を混合し構成される（2021年現在は0人）。

### 学校行事
（月別行事表）
- 4月 - 新体力テスト
- 5月 - 遠足・3年球技大会・1年地理実習
- 6月 - 体育祭・2年球技大会
- 7月 - 1年林間学校
- 9月 - 辛夷祭（こぶしさい）
- 10月 - 1年野外実習（地学）
- 11月 - 2年学習旅行（修学旅行）・1年球技大会・1年野外実習
- 12月 - 1年プラネタリウム見学・2年スキー教室
- 1月 - 1年スキー学校・歌留多会
- 2月 - 1,2年マラソン記録会（こどもの国）・1年科学見学実習・2年社会見学実習

1年時に参加必須の林間学校（妙高山登山）、冬のスキー教室（希望制）は妙高寮にて行われる。また実習や劇鑑賞のほとんどにレポートが課されている。

## 所在地・交通アクセス
〒154-0002 東京都世田谷区下馬4-1-5
- 東急東横線学芸大学駅徒歩15分
- 東急田園都市線三軒茶屋駅徒歩20分
- 渋谷駅中目黒駅より東急バス20分「学芸大学附属高校」下車すぐ

## 学校生活

### 制服着用
- 同校では、制服着用義務が生徒に課せられている。
- 冬服は、制定されてから70年近くの間、ほとんど不変の伝統あるデザインとなっている[10]。
- 2023年から制服のジェンダーフリー化が行われ、男子・女子生徒共に、下記「男子」「女子」と書いてある制服のどちらを着用してもよいことになった。それゆえ、下記の「男子」「女子」とは実際に多くの男子・女子生徒が着用している型の制服という意味に過ぎない。現実に、詰襟学生服にズボンという服装で通学している女子生徒もいる。
- 男子の上着はスクールカラーである紺色の学生服に銀色のボタン、詰襟の左襟（自分から見て）には泰山木の花をかたどった大きい銀の校章バッジを付ける。2022年度からは、プラスチック製カラーが首に痛く窮屈との意見を取り入れてカラーを廃止、縁にカラーを模した白線を入れる柔らかい襟にモデルチェンジした。
- ただしモデルチェンジ後も詰襟の型自体は伝統を堅持しており、百貨店製は特にハイカラーで襟元を留めるホックが他校の多くと異なり２個ついている。
- 女子の上着は身頃・襟とも紺のセーラー服に紺色の3本ラインとなっており、襟には男子と同じデザインの校章バッジと胸当て（制服制定当初にはなかったが、後に装着を規定）を付ける。胸には青いスカーフを結ぶか、最近[いつ?]指定された青い成型済みリボンを付ける。附高結びのスカーフが正装とされているが、普段の学校生活では成形済みリボンを付ける生徒が多数である。
- スカートは、24本ヒダのプリーツスカートである。ただし、女子には女子向け特注スラックスの着用も認められている。
- ズボンとスカートは、共布の紺色である。なお、両端にプリーツを折ってから結ぶ、スカーフの「附高結び」（蛾結び）[11]は、1960年代に女子生徒たちが自主的に開発した着こなしで、今では附高の伝統として認知されている[誰によって?]。
- 6月～9月は夏服着用が義務付けられる。5月および10月は移行期間であり、夏冬どちらの制服を着用してもよいことになっている。
- 男子夏服の上は、胸ポケットに紺色のアイロンプリントで校章を表示した白ワイシャツ。ズボンは1964年から霜降りに変更された。
- 女子夏服は、校章バッジを付けた紺の襟に白い身頃、紺の3本ラインのセーラー服であるが、胸当てはない。スカートは冬と同じ紺色。
- 創立当初、男子は制帽（黒色学生帽）着用も義務であり、着帽してこない生徒は「無帽通学」として厳しい指導対象となったが、1969年度から制帽は自由化された。その後、生徒は引き続き制服自由化を要求したものの、激しい高校紛争とその直後に新聞部を中心に提唱された制服廃止要求にもかかわらず、学校側は、制服の同一性が「共に学び共に語る友情の絆、高校集団としての意識の形成」に資するとして積極的意義を唱え、制服そのものは廃止されなかった。ただし、1970年代から、紛争で勝ち取った自由の象徴として普段の学校生活では襟ホックを外したままにする自主的着こなしが生徒の間で一般化した。
- 1990年代半ばに「制撤会」が制服自由化運動を展開したことがあったが、全校生徒の間に廃止の機運は盛り上がらず、立ち消えとなった。その後今日まで、独特の型の制服はむしろ附高愛の象徴として生徒に認知され、積極的に着用されている。このため組織だった制服自由化運動は生徒の間に起こっていない。

### 通学路
- 最寄り駅は、東急東横線学芸大学駅。
- 渋谷駅南口から学芸大学附属高校の前まで東急バス（野沢龍雲寺循環）が出ている。
- 東急バスの学芸大学附属高校という名前のバス停は大きく二つに分かれており、どちらも学校正門の近くである。バス路線は、渋谷駅、中目黒駅、三軒茶屋駅、祐天寺駅などから頻発しており利用可能である。なお東急バスの東急バスIC定期券は東急バス全線で利用可能であるので、バス利用の場合、多方面への移動が容易である。

### 辛夷祭
- クラスごとに出し物を決めて参加するが、毎年1年生は娯楽、2年生は食品販売・模擬店（運動部も食品関係の模擬店を出店）、3年生は演劇となっている[12]。
- 特に3年生の演劇はキャストだけでなく、戯曲準備、演出、衣裳、小道具、大道具から、予算管理や著作権処理等の制作などのスタッフワークを全て生徒が行う[13]。
- その他にも音楽部や演劇部、合唱部、ダンス部、中庭ステージ（通称「中ステ」）でのライブなど出し物も行われる。
- また、辛夷祭で発行された文藝部の部誌の掲載作品の一部は『凱風電子版』というサイトで読むことができる。
- タイ王国からの留学生によって毎年タイ風喫茶店が出店される。
- 一部保護者より、3年次の夏休みを辛夷祭のクラス演劇に費やすことが大学受験の障害になるのではないかという指摘がなされ、辛夷祭そのものが7月に開催されたこともあった[いつ?]が、現在では9月初旬～中旬の開催に戻っている。

## クラブ活動
- クイズ研究
- オーケストラ
- 美術
- 軽音楽
- 演劇
- モダンジャズ研究
- ESS
- 囲碁
- 家庭科
- 書道
- かるた
- 合唱
- 天文
- 文藝
- 落語研究同好会
- 数学研究同好会
- 写真同好会
- 新聞同好会
- ソフトテニス
- 卓球
- ホッケー
- 野球
- 水泳
- サッカー
- ハンドボール
- 男子バスケット
- 女子バスケット
- 男子バレー
- 女子バレー
- 陸上競技
- 男子硬式テニス
- 女子硬式テニス
- 柔道
- 剣道
- 弓道
- 山岳
- バドミントン
- ダンス

## 入試
附属中学生
- 東京学芸大学附属の中学校は世田谷、竹早、小金井の3校があるが、中高一貫ではない。これらからの附属高校の入学は「附属中学校枠」で入学できるものの、その割合は学年の約 2/3である。内部進学の入学試験に合格しなければならない。いずれも定員があり、入試は1月にある[14]。なお、下記の一般入試は受験できない。
- 2016年（平成28年）入学生までは、下記の一般入試と入試日、入試問題が共通であった。

附属中以外の一般の中学生・帰国生
- 帰国入試については、国立の高校ではめずらしく英国数で受験できる[15]。また、2023年度からグループディスカッションがなくなった[16]。

- 入試に合格した場合、入学するには入学確約書の提出を義務としている。ただし法的拘束力はない[17]。

- 2018年まで、都立・県立の公立高校合格発表を待ってから入学手続きを行うことができた。

## 進路
| 各年度の大学合格者数 （浪人含む） | 東京大学         | 国公立大学医学部医学科 （防衛医科大学校を除く） | 慶應義塾大学      | 早稲田大学        |
| --------------------------------- | ---------------- | ----------------------------------------------- | ----------------- | ----------------- |
| 2018年度                          | 49名（49名進学） | 30名（30名進学）                                | 114名（40名進学） | 155名（35名進学） |
| 2019年度                          | 45名（45名進学） | 20名（20名進学）                                | 119名（48名進学） | 136名（31名進学） |
| 2020年度                          | 28名（28名進学） | 24名（24名進学）                                | 102名（42名進学） | 123名（42名進学） |
| 2021年度                          | 30名（30名進学） | 26名（23名進学）                                | 93名（33名進学）  | 100名（33名進学） |
| 2022年度                          | 27名（27名進学） | 25名（21名進学）                                | 117名（48名進学） | 134名（36名進学） |
| 2023年度                          | 14名（14名進学） | 24名（22名進学）                                | 114名（38名進学） | 119名（40名進学） |
| 2024年度                          | 21名（21名進学） | 18名（15名進学）                                | 86名（39名進学）  | 98名（32名進学）  |
| 2025年度                          | 22名（21名進学） | 23名（21名進学）                                | 78名（30名進学）  | 97名（33名進学）  |

## 設備
- 1936年（昭和11年）、現在の高校の建物は、東急電鉄総帥・五島慶太の誘致によって赤坂区青山北町（当時）から移転した東京府青山師範学校の校舎として建設された。
- この建物は、関東大震災の教訓から極めて頑丈な設計であり、デザインは、当時世界的に流行していたアールデコ様式やアールヌボー様式の折衷となっていて、建築遺産として興味深い。このため、取り壊しや改築の予定は全く無い。テレビドラマや映画の撮影に使用されたこともある[要出典]。
- 1961年（昭和36年）以降は、東京学芸大学の小金井キャンパスの移転に伴って空いた、敷地の一部[18]と建物をそのまま東京学芸大学附属高等学校の設備として利用している。このため高校の校内は非常に広く[要出典]、大きなグラウンドが2つ（大グラウンド・芝グラウンド※現在は芝はない）と体育館が3つ（大体育館・小体育館・第一体育館）、柔道場、さらにはそれらとは別に講堂、西館、別館がある。
- 正門から昇降口までは見事な銀杏並木が並んでいる。季節を通して美しい並木の様子から「ロマンス街道」と生徒の間で呼ばれている[19]。

### 妙高教育研究所
〒949-2235 新潟県妙高市大字関山6392-5
通称「妙高寮」とも呼ばれる校外施設で、約110名が宿泊できる。1967年10月落成、泰山会により運営されている。体育館（1978年竣工）、弓道場（「弓道泰山館」、1974年竣工）などを併設している。体育館はバスケットボール・バレーボールコート1面、バドミントンコート4面などの利用が可能である。
現在は1年次の林間学校、スキー教室、部活動の合宿などで利用されている。また、保護者、在校生、卒業生のほか一般の個人利用もできる。
かつては坪岳スキー場を運営していた。

## 著名な出身者

### 政治
- 倉田寛之
- 渡辺浩一郎
- 木村義雄
- 千葉景子
- 森英介
- 赤城徳彦
- 棚橋泰文
- 山尾志桜里
- 仁志田昇司 - 福島県伊達市長
- 高見康裕
- 水野素子

### 行政
- 青柳一郎 - 国土交通省国土政策局長、内閣府政策統括官（防災担当）、国土交通省大臣官房政策立案総括審議官
- 市川恵一 - 外務省北米局長
- 伊吹英明 - 経済産業省製造産業局長兼大臣官房グリーン成長戦略室長
- 梅本和義 - 外交官[要出典]
- 岡井朝子 - 国際連合事務次長補、国際連合開発計画総裁補兼危機対応局長
- 後藤久典 - 中小企業庁中小企業取引研究官
- 佐竹基 - 国家公務員共済組合連合会理事
- シントン・ラーピセートパン - 駐日タイ王国大使、タイ王国外務省東アジア局局長
- 田中一穂 - 日本政策金融公庫総裁、財務事務次官[24]
- 田谷廣明 - 東京税関長、大蔵官僚
- 藤原誠 - 第12代文部科学事務次官
- 前島明成 - 農林水産省農村振興局長、農林水産省東北農政局長、農林水産省大臣官房危機管理・政策立案総括審議官[25]
- 松尾元信 - 金融庁総合政策局長
- 道盛大志郎 - 国土交通省政策統括官、東京国税局長
- 御巫智洋 - 外務省国際法局長
- 森信親 - 金融庁長官[26]
- 山田真貴子 - 内閣広報官、総務審議官（国際担当）、総務省情報流通行政局長、総務省大臣官房長、総務省情報通信国際戦略局長
- 大和太郎 - 防衛事務次官
- 横尾和子 - 社会保険庁長官、最高裁判所判事

### 法曹
- 伊藤真 - 伊藤塾塾長
- 佐村浩之 - 東京地方裁判所部総括判事、新司法試験委員（環境法）[要出典]
- 大橋さやか - 弁護士、翻訳家
- 久保田紀昭 - 弁護士
- 近藤崇晴 - 最高裁判所判事
- 島田仁郎 - 最高裁判所長官
- 早川吉尚 - 立教大学大学院法学研究科・法学部教授（国際私法）、弁護士
- 池田祐久 - 外国弁護士、東京財団政策研究所理事
- 宮崎裕子 - 最高裁判所判事、弁護士

### 経済
- 信元久隆 - 曙ブレーキ工業会長兼社長、日本自動車部品工業会会長
- 彦根明 - 建築家、彦根建築設計事務所共同宰[27]
- 山口勝業 - イボットソン日本法人創立者・会長、早稲田大学大学院経営管理研究科教授
- 五十嵐壮太郎 - ドリパス創業者、ブルーム社長
- 東哲郎 - 東京エレクトロン会長兼社長兼CEO、日本半導体製造装置協会会長
- 太田道彦 - 丸紅副会長、日本カザフスタン経済委員会会長
- 瀧口浩平 - メドレー創業者・社長

### 医療
- 中村清吾 - 医師（外科学）
- 西岡昌紀 - 医師（神経内科学）、文筆家
- 池田健 - 医師（精神医学）
- 香山リカ - 医師（精神医学）、作家
- 石黒達昌 - 医師（外科学）、小説家
- 進藤奈邦子 - 医師（内科学、感染症学）
- 渋谷健司 - 医師（産婦人科学、公衆衛生学）

### 学術
- 吉村作治 - 考古学者、東日本国際大学学長（東京学芸大学教育学部附属高等学校竹早校舎OB）
- 松井孝典 - 惑星科学者、東京大学名誉教授
- 野谷文昭 - ラテンアメリカ文学研究者、東京大学名誉教授、名古屋外国語大学教授
- 武田佐知子 - 歴史学者、追手門学院大学教授
- 池田年穂 - 慶應義塾大学名誉教授、翻訳家
- 坂井素思 - 放送大学教授、社会経済学者
- 霞信彦 - 慶應義塾大学法学部教授
- 渡部直己 - 早稲田大学文学学術院教授
- 川合眞紀 - 化学者、自然科学研究機構長、日本化学会会長、東京大学大学院新領域創成科学研究科教授
- 長谷川寿一 - 東京大学大学院総合文化研究科教授
- 千野香織 - 美術史家
- 長谷川眞理子 - 総合研究大学院大学教授
- 柏木孝夫 - 東京工業大学名誉教授
- 河添房江 - 東京学芸大学教育学部教授
- 寺尾美子 - 東京大学大学院法学政治学研究科教授（英米法）
- 内藤明 - 国文学者、万葉学者、歌人。早稲田大学社会科学部・早稲田大学社会科学総合学術院教授
- 野矢茂樹 - 東京大学大学院総合文化研究科教授、哲学者
- 所澤潤 - 教育学者、現職は、東京未来大学こども心理学部教授、群馬大学名誉教授
- 小池和彦 - 東京大学医学部教授、内科学、消化器病学
- 小田俊理 - 東京工業大学名誉教授
- 大橋真由美 - 上智大学法学部教授、総務省アドバイザー
- 上杉和彦 - 明治大学文学部教授
- 竹中千春 - 立教大学法学部教授
- 長木誠司 - 音楽学者、東京大学大学院総合文化研究科教授
- 森川雅博 - お茶の水女子大学理学部教授
- 青木節子 - 国際法研究者、慶應義塾大学教授（宇宙法）
- 村越真 - 静岡大学教育学部教授、認知心理学者、オリエンテーリング選手
- 佐伯順子 - 同志社大学社会学部教授
- 大槻東巳 - 上智大学理工学部教授、物理学者
- 茂木健一郎 - 脳科学者
- 和仁陽 - 東京大学大学院法学政治学研究科准教授（法制史）
- 堀川貴司 - 国文学者、慶應義塾大学附属研究所斯道文庫教授
- 小幡績 - 慶應義塾大学大学院経営管理研究科教授
- 高山佳奈子 - 京都大学法学部教授、刑法学者
- 鈴木正信 - 成城大学文芸学部教授、歴史学者
- 加藤耕一 - 西洋建築史学者、東京大学大学院工学系研究科教授
- 大隅典子 - 東北大学副学長、日本分子生物学会理事長、神経科学者
- 入山章栄 - 早稲田大学大学院経営管理研究科教授
- 中村亨 - 数学ライター
- 武川正吾 - 東京大学名誉教授、社会学者[要出典]
- 小長谷有紀 - 文化人類学者
- 伊藤亜紗 - 美学者
- 大村芳昭 - 国際家族法学者、中央学院大学学長

### 芸術
- 浅田秀子 - メゾ・ソプラノ奏者
- 小森輝彦 - バリトン歌手
- 成井豊 - 劇作家・演出家
- 水原央 - 劇作家・演出家
- 千野秀一 - キーボーディスト、作曲家、編曲家、即興演奏家（中退）
- 笹路正徳 - 作曲家、編曲家、音楽プロデューサー、鍵盤楽器奏者
- 布川俊樹 - ギタリスト、作曲家、編曲家
- 羽深由理 - 作曲家、編曲家
- 松野勉 - 建築家

### 文学
- 青柳碧人 - 小説家

### マスコミ

#### 放送
- 荒井昭博 - テレビプロデューサー
- 高島肇久 - 元NHK解説委員長、元外務報道官、海外通信・放送・郵便事業支援機構会長
- 国井雅比古 - NHKアナウンサー
- 鳥谷規 - ニッポン放送エンターテインメント開発局ライツ・新規ビジネス推進室長兼部長、プロデューサー、ディレクター
- 三上たつ次 - NHKチーフアナウンサー
- 植村なおみ - 元よみうりテレビアナウンサー
- 村上由利子 - NHKアナウンサー
- 森圭介 - 日本テレビアナウンサー
- 飯塚洋介 - NHKアナウンサー
- 平井理央 - フリーアナウンサー、元フジテレビアナウンサー、元タレント
- 竹内由恵 - 元テレビ朝日アナウンサー、フリーアナウンサー
- 天明麻衣子 - フリーアナウンサー、元NHK仙台放送局契約キャスター
- 波多野健 (プロデューサー)
- 篠原梨菜 - TBSアナウンサー
- 辻沙穗里 - 元毎日放送アナウンサー
- 田中碧 - テレビ神奈川アナウンサー
- 加藤行輝 - 元NHKアナウンサー[要出典]

#### 新聞
- 阿部百江 - 日本経済新聞記者
- 三嶋毬里衣 - 東京スポーツ新聞社競馬担当記者、競馬解説者
- 望月衣塑子 - 東京新聞社会部記者
- 尾形聡彦 - 元朝日新聞記者

### 芸能
- マッスル北村 - ボディービルダー、タレント
- 中田敦彦 - お笑いコンビ・オリエンタルラジオメンバー、音楽グループ・RADIO FISHメンバー
- 歌原奈緒 - タレント
- 橋本侑樹 - アイドルグループ・アリス十番元メンバー、渋谷区議会議員
- 惣田紗莉渚 - アイドルグループ・SKE48メンバー

### その他
- 枝廣淳子 - 環境ジャーナリスト、同時通訳者、翻訳家
- 竹谷宗久 - 実業家
- 神津里季生 - 労働運動家、7代目日本労働組合総連合会会長
- 八田真行 - ハッカー、コラムニスト
- 小林りん - 社会起業家（中退）
- 平原勇次 - バスケットボール審判員
- 花形冴美 - プロボクサー
- 藤井厳喜 - 国際問題アナリスト、未来学者、評論家、株式会社ケンブリッジ・フォーキャスト・グループ・オブ・ジャパン代表取締役
- 松本信歩 - 競泳選手。パリ五輪代表。
- たむらかえ - YouTuber
- 大川きょう子 - 幸福の科学創始者大川隆法の前妻、幸福実現党2代目党首

## 関連校
- 国立大学法人東京学芸大学
- 東京学芸大学
  - 附属高等学校
    - 東京学芸大学附属高等学校

  - 附属中等教育学校
    - 東京学芸大学附属国際中等教育学校

  - 附属中学校
    - 東京学芸大学附属世田谷中学校
    - 東京学芸大学附属小金井中学校
    - 東京学芸大学附属竹早中学校

  - 附属小学校
    - 東京学芸大学附属世田谷小学校
    - 東京学芸大学附属小金井小学校
    - 東京学芸大学附属大泉小学校
    - 東京学芸大学附属竹早小学校

  - 附属幼稚園
    - 東京学芸大学附属幼稚園小金井園舎
    - 東京学芸大学附属幼稚園竹早園舎

  - その他
    - 東京学芸大学附属特別支援学校